# Szorbóz
A szorbóz egy ketóz monoszacharid cukormolekula. Az l-szorbóz a természetben előforduló konfiguráció. A természetben csak kis mennyiségben található. A C-vitamin ipari előállításának alapanyaga. Erre az teszi alkalmassá, hogy a legolcsóbb cukorból, a 
d-glükózból szorbiton keresztül könnyen és jó termeléssel előállítható. Ekkor a szőlőcukrot először katalitikus hidrogénezéssel szorbittá redukálják. A keletkezett szorbitot mikrobiológiai oxidációnak vetik alá, a Bacterium xylinum nevű areob mikroba (egy ecetbaktérium) szelektíven az 5-ös szénatomon oxidálja, dehidrogénezi.
A szorbóz név a latin sorbus (berkenye) szóból származik, melynek levében levő szorbitból nyerhető oxidáló enzimmel.